# 黄色い星の子供たち
『黄色い星の子供たち』（きいろいほしのこどもたち、原題: La Rafle. 英: The Round Up）は、2010年のフランスの歴史映画。監督はローズ・ボッシュ、出演はメラニー・ロランとジャン・レノなど。ナチス・ドイツの占領下にあったヴィシー政権時代のフランスを描いている。原題・英題ともに「一斉検挙」の意。

## ストーリー
1942年7月16日、ナチス占領下のフランスでユダヤ人約1万3000人がフランス警察に検挙されドイツの強制収容所に送られたヴェロドローム・ディヴェール大量検挙事件（ヴェル・ディヴ事件）（en:Vel' d'Hiv Roundup）。わずかに生き残った400人の証言を元に当時を再現。
この事件に対してフランス政府は1995年まで「ヴィシー政権はフランスではない」として一切責任を認めようとしていなかった。

## キャスト
- アネット・モノ（フランス語版）: メラニー・ロラン
- ダヴィッド・シェインバウム医師: ジャン・レノ
- シュメル・ヴァイスマン: ガド・エルマレ
- スラ・ヴァイスマン: ラファエル・アゴゲ（フランス語版）
- ジョー・ヴァイスマン（フランス語版）: ユゴ・ルヴェルデ
- シモン・ジグレール: オリヴィエ・シヴィー（フランス語版）
- ノエ（ノノ）・ジグレール: マチュー・ディ・コンチェート/ロマン・ディ・コンチェート
- ラケル・ヴァイスマン: レベッカ・マルデール（フランス語版）
- ディナ・トローブ: アンヌ・ブロシェ
- エレーヌ・ティモニエ: イザベル・ゲリナス（フランス語版）
- ピエレ大尉: ティエリー・フレモン（フランス語版）
- 管理人“タチ”: カトリーヌ・アレグレ（フランス語版）
- ベラ・ジグレール: シルヴィー・テステュー
- コロー: ドゥニ・メノーシェ

## 製作
ボシュ監督の夫の家族はユダヤ人であり、劇中のウェイスマン一家の近所に居住していた。また自らの父もフランシスコ・フランコに拘束された経験を持つ。そのためボシュはヴェル・ディブ事件を描くことを決意、当時を知るジョゼフ・ヴァイスマン (Joseph Weismann)、アネット・モノーに出会い、証言を元に台本を書いた。
主演にコメディアンのガッド・エルマレを抜擢。しかし完全に畑違いのドラマチックな作品に一度はためらうものの、台本を読み作品の奥深さに感動、出演を了承した。
赤十字社で働く諸国民の中の正義の人であったアネット・モノー役には、ユダヤ系女優のメラニー・ロランを抜擢した。

## 作品の評価
アロシネによれば、フランスのメディアによる24件の評論のうち、13件が5点満点中3点以上をつけており、平均で2.8点を得ている。